# School Gyrls
Die School Gyrls sind eine US-amerikanische Mädchen-Popband.

## Bandgeschichte
2008 entdeckte der Musiker und Fernsehproduzent Nick Cannon die 13-jährige Amanda Moseley (späterer Bühnenname Mandy Rain) bei einer Produktion eine Folge von Star Camp für Nickelodeon. Er beschloss, eine Teenieband auf die Beine zu stellen, zu der neben Moseley noch Monica Parales und Jacque Pyles kamen. Im Januar 2009 hatten die School Gyrls ihren ersten Fernsehauftritt. Cannon schrieb außerdem das Drehbuch für einen Fernsehfilm für Nickelodeon mit dem Titel School Gyrls, in dem neben dem Trio auch Justin Bieber und Soulja Boy auftraten. Der Film wurde im Frühjahr 2010 ausgestrahlt. Gleichzeitig wurde das Debütalbum der Mädchenband veröffentlicht, das sofort auf Platz 1 der Heatseeker-Charts stand, in den Billboard 200 aber nicht unter die Top 100 kam. Mit dem Song Something Like a Party hatten die School Gyrls einen Nummer-fünf-Hit in den US-Dance-Charts. In ihren letzten Monaten hatte sich die Band in „Forever“ umbenannt, weil dieser Name ihrem erwachsen gewordenen Auftreten mehr entsprechen würde. Ende 2012 löste sich die Band auf. Die Sängerin Mandy Rain begann eine Solokarriere.

## Diskografie
Alben
- School Gyrls (2010)
- A Very School Gyrls Holla-Day (2010)

Singles
- Something Like a Party (2010)
- I’m Not Just a Girl (2010)
- Get Like Me (2010)

## Mitglieder
- Mandy Moseley
- Monica Anne Parales
- Jacque Rae Pyles